# طاووس سبز (پروانه)
طاووس سبز (پروانه)(نام علمی: Papilio blumei) نام یک گونه از سرده پروانه‌های پاپیلیو است.

## زیرگونه‌ها
- طاووس سبز بلومی (Papilio blumei blumei)
- طاووس سبز فروستورفری (Papilio blumei fruhstorferi)